# Saiyad Raja
Saiyad Raja è una suddivisione dell'India, classificata come nagar panchayat, di 15.695 abitanti, situata nel distretto di Chandauli, nello stato federato dell'Uttar Pradesh.